# Мішель Маффесолі
Мішель Маффесолі (фр. Michel Maffesoli; нар. 14 листопада 1944, Грессессак, Еро) — французький соціолог.

## Біографія
Мішель Маффесолі навчався в Страсбурзі та Греноблі. Учень Жюльєна Фройнда і Жільбера Дюрана, професор-емерит Університету Париж V — Сорбонна, головний редактор міжнародного журналу «Соціалістичний», який з 1982 року видає Центр досліджень сучасності і повсякденності, створений М. Маффесолі і Ж. Баланду. Головний редактор журналу «Європейські зошити уявного світу» (фр. Cahiers européens de l'imaginaire, з 1988 р.). Співвидавець журналу «Міжнародна соціологія» (Sociologia Internationalis).
Праці Маффесолі присвячені проблематиці постмодерної епохи — феноменам глобальної масовізації, трансформаціям політики і політичної сфери, сфері повсякденного і перетворенням сакрального, святкового в повсякденності, феноменам підпорядкування і насильства, явищам номадизму і новим підставам ідентичності в сучасному світі. Наскрізний інтерес усіх його робіт — проблематика уявного, її втілення в соціальних та символічних формах. Розвиваючи розуміння культури й сучасності Максом Вебером і Георгом Зіммелем, Маффесолі зближується з «соціологією уяви» Дітмара Кампера.
Після суперечливої процедури прийняття з вересня 2008 року Мішель Маффесолі став членом Університетського інституту Франції.
Загалом він став причиною кількох суперечок, як наукових, так і професійних. Найбільш відома наукова дискусія стосується його керівництва контроверсійною кандидатською дисертацією астрологині, особистої консультантки колишнього французького президента Франсуа Міттерана Елізабет Тесьє.

## Професійна діяльність
У 1972 році Мішель Маффесолі був співдиректором ЕСУ міської соціологічної дослідницької групи в Гродно. Він розробив концепцію відображення на просторі, над якою продовжив працювати у своїх працях із номадизму (Du Nomadisme, Vagabondages initiatiques, La Table Ronde, 1997). Його твори вплинули на  П'єра Саснсота і Жана Дювіньо, які були членами його кандидатської ради в 1978 році. Маффесолі дав початок установці важливості соціальних зв'язків і виразу суб'єктивності.
У 1978 році Мішель Маффесолі став асистентом викладача Жюльєна Фройнда, консервативного політичного теоретика і послідовника Вільфредо Парето, в той час як він проводив читання лекцій в Страсбурзі. Фройнд запропонував йому організувати Інститут Полемологїї, який він показує у своїх пізніх роботах, в рамках тем «основи конфлікту» (La violence fondatrice, 1978 рік), «конфліктне суспільство» (PhD dissertation, 1981), а також використовуючи міф про Діоніса як «регенеруючий розлад» (фр. L'Ombre de Dionysos, 1982).
У 1982 році  разом з Жоржем Баландієром  він заснував Centre d'études sur l'actuel et le quotidien (CEAQ), науково-дослідницьку лабораторію в галузі гуманітарних та соціальних наук в університеті Париж Декарт, де він керував докторським семінаром до свого відходу на пенсію у 2012 році.

### Кілька цікавих фактів про М.Маффесолі
- удостоєний Гран-прі Науковця в Французькій академії у 1992 році за La transfiguration du politique;
- директор журналів «Cahiers Européens de l'imaginaire» і «Sociétés», а також членом редколегії «Простору та Культури» і «Соціологія Інтернаціоналіс»;
- був прибічником Ніколя Саркозі та закликав голосувати за нього на французьких президентських виборах 2012 року, які Саркозі згодом програв;
- іноді асоціюється з масонством, хоча немає жодного способу довести, що він був членом цієї організації.

## Діяльність у науковій спільноті
У межах наукового співтовариства французьких соціологів наукові праці Маффесолі часто ставились під сумнів, особливо після фурору стосовно історії з дисертацією Елізабет Тесьє: «породила великі суперечки у співтоваристві [французьких соціологів і за його межами] і змусила багатьох соціологів оскаржити її науковість».  Із цього питання Маффесолі представив як аргументи свої методи. Зокрема, в 2007 році видав свою епістемологічну книгу «La Connaissance Ordinaire». На сьогодні існує протиріччя між позиціями Маффесолі щодо «чутливого мислення» і соціологів, які обстоюють прозору науковість. Конференція «Raisons і ін Sociétés», що відбулася в Сорбонні в 2002 році після заходу Тесьє для обговорення більш широкого питання про методологію в гуманітарних науках, виявлених відмінностей між різними соціологічними традиціями, що відносяться до цієї теми. 
Інші суперечності привели до проблем в інституційній позиції Маффесолі: наукове співтовариство протестувало проти його призначення в раду CNRS і проти його призначення в Інституті Університетів Франції. З іншого боку, теорії Маффесолі були предметом зустрічних запитів, таких як опитування Лорана Тессьє на зборах партій у Франції й Англії. 
Праці Маффесолі визнали такі автори, як Серж Московічі, Едгар Морен, Патрік Такуссель, Філіп-Жозеф Салазар та Патрік Вейтер, які регулярно цитують його у своїх працях. Його вплив можна також побачити у різних зарубіжних журналах. Зокрема його книга Le Temps des tribus ("Час племен" 1988, 1991), яка була перекладена дев'ятьма мовами і зробила його популярним за межами Франції. Університети в Бразилії, Кореї та Італії запрошували його для проведення конференцій. Він отримав стілець, який був названий на його честь у Бразилії, а також звання почесного доктора університету Бухареста.
За межами Франції праці Маффесолі сприймаються неоднозначно. У 1997 році в статті Sociological Review, соціолог Девід Еванс дійшов висновку, що теорії Маффесолі були не гідні соціологічної парадигми, характеризуючи його роботи як «нескладні» і «упереджені».  Висловлювання інших зарубіжних соціологів були менш відвертими, але іноді говорилося, що підхід Маффесолі є суб'єктивним і хибує на рефлексивність. Ще один соціолог заявив, що соціологія Маффесолі це «соціологія клубу».

## Дискусії

### Дискусії щодо дисертації Елізабет Тесьє
Мішель Маффесолі потрапив у поле зору широкої громадськості в квітні 2001 року, коли він був керівником дисертації Елізабет Тесьє про амбівалентність соціального сприйняття астрології, досить суперечливою теорією, якою він керував і яку судило журі під головуванням Сержа Московічі в Париж Декарт, Університеті.
Докторська дисертація Елізабет Тесьє «створила великі суперечки в науковій спільноті, і змусила багатьох соціологів оскаржувати її законність». Дисертація відразу ж викликала критику французьких соціологів. Наукова спільнота відгукнулася, зокрема, публікаціями в Le Monde Крістіана Банделота і Роджера Естаблет 17 квітня 2001 року, і клопотанням від 30 квітня 2001 року на ім'я Голови Університету Париж Декард, підписаним 300 вченими-соціологами. Багато критичних зауважень були опубліковані в національній щоденній пресі, поряд з менш радикальними коментарями. Крім соціологів, в протестному листі на ім'я тодішнього міністра освіти  Джека Ланга чотири французькі лауреати Нобелівської премії (Клод Коен Таннуджі, Жан-Марі Леном, Доссе і П'єр-Жиль де Жен) виступили проти присвоєння звання «доктора» Елізабет Тесьє.
Дисертація була детально проаналізовані групою астрофізиків й астрономів (Жан-Клод Пікер, Жан Авдаз, Денис Савойя), групою соціологів (Бернард Лахір, Філіп Сібоіс і Домінік Десджекс) та філософом Жаком Боуверессом. За результатами розгляду виявилося, що теза, висунута в дисертації, не є дійсною з будь-якої точки зору (соціологічної, астрофізичної або епістемологічної).
В електронному листі від 23 квітня 2001 року на ім'я багатьох соціологів Мішель Маффесолі визнав, що теза включала деякі «протиріччя». В електронному листі зведена до мінімуму важливість цих помилок і засуджено різкі відгуки соціологів на свою адресу та на адресу Елізабет Тесьє.
Щодо цього протиріччя були проведені два симпозіуми, щоб обговорити зміст дисертації: 
- Обговорення-нарада під назвою «La thèse de sociologie, questions épistémologiques et usages après l'affaire Teissier» було проведено в Сорбонні 12 травня 2001 року Асоціацією соціологів-викладачів вищих навчальних закладів. Маффесолі був присутній на цьому обговоренні, також  там були присутні Крістіан Банделот і Люсьєн Карпик.
- Симпозіум «Raisons et Sociétés» був організований в Сорбонні 18 грудня 2002 року, щоб обговорити та запропонувати теоретичну відповідь на критику цієї дисертації.  В симпозіумі взяли участь кілька представників інтелігенції та вчених: Едгар Морен, фізик Жан-Марк Леві-Леблон, Мері Дуглас, Паоло Фаббрі, Франко Ферраротті серед інших були присутні на цій зустрічі.

Це протиріччя іноді представлялось карикатурно, як протиставлення позитивізму і феноменології. Проте критика Мішеля Маффесолі прийшла з обох наукових шкіл, і позитивна критика отримала великий розголос.

Мішель Маффесолі був членом Інституту університетів Франції з вересня 2008 року після спірної номінації.

### Призначення в Раду НЦНД
Мішеля Маффесолі призначили в Раду директорів Національного центру наукових досліджень, що  викликало резонанс у науковому співтоваристві. В указі від 5 жовтня 2005 року, за яким призначення було встановлено, говорилося, що це призначення було обґрунтовано науковою і технологічною компетенціями Мішеля Маффесолі.
Петицію під назвою «Un conseil d'administration du CNRS doublement inacceptable!» було запущено після призначення Мішеля Маффесолі в Раду директорів Національного центру наукових досліджень. Заявники протестували проти недотримання паритету і призначення Мішеля Маффесолі в Раду директорів, це вважалось підриванням «необхідного наукового авторитету Ради».
З жовтня 2005 по лютий 2007 року петиція набрала більше 3000 підписів, у тому числі петицію підписали такі особи, як: Крістіан Банделот, Стефан Бод, Франсуа де Сінгл, Жан-Луї Фабіан, Бернард Лахір, Луїс Пінто, Алан Траутман, Лоїк Вакана і Флоренція Вебер. Як не дивно, клопотання має два наслідки, і досі абсолютно незрозуміло, чи підписували заявники проти призначення Мішеля Маффесолі в Раду директорів Національного центру наукових досліджень, чи проти недотримання паритету.

### Призначення в Національну раду Університетів
В кінці 2007 року Мішеля Маффесолі  було призначено в Національну раду Університетів (НРУ), секція 19 (Соціологія, демографія). Це викликало хвилю протестів, зокрема протестували так організації, як Асоціація Соціологів Викладачів вищих навчальних закладів (АСВУ) і Французька асоціація Соціологів (ФАС), а також багато інші соціологів.
Крім того, у червні 2002 року після дискусій щодо дисертації Елізабет Тесьє сам Мішель Маффесолі запропонував виключити себе з представників Національної ради Університетів, оскільки вважав свою присутність там «зайвою». Попри це він узяв участь у роботі секції 19 НРУ, в тому числі й у скандальній саморекламі членів цієї секції у червні 2009 року.

### Призначення в  журі Університетського інститут Франції
У серпні 2008 року Мішеля Маффесолі призначили членом журі Університетського інституту Франції Міністром вищої Освіти і Досліджень Франції, Валері Пекресс. Цей указ став предметом багатьох суперечок. Журі Університетського інституту протестувало проти багатьох осіб, котрих призначили в журі, в тому числі проти Мішеля Маффесолі. За словами економіста Елі Коен, голови журі, Мішель Маффесолі  «ніколи не буде прийнятий в журі, навіть якби було більше місця».

### «Містифікація Сокаля»
Мануель Квінон і Арно Сен-Мартен, два соціологи, учні Мішеля Маффесолі на початку 2000-х років, натхнені Містифікацією Сокаля, намагалися продемонструвати відсутність інтелектуальної відповідності в роботах Маффесолі, а також відсутність яких-небудь серйозного експертного погляду в одному з двох журналів, які він керував.
Використання підроблені посвідчення особи, надіслали абсурдну статтю, яку підготували навмисно, про компанію «Autolib'», невелику компанію, яка спеціалізувалась на наданні в оренду електромобілів в Парижі, в журнал «Суспільство». Стаття була навмисно необґрунтована і переплетена з ліберальними цитати і посиланнями на Маффесолі та інших постмодерністських мислителів. Стаття була належним чином «оглянута» двома людьми, перед тим, як була прийнята і опублікована в «Суспільство» без будь-якого істотного редагування.
Автори «Містифікаціі» опублікували статтю з роз'ясненням їхньої цілі і методів, у березні 2015 року. Після цього дану статтю швидко видалили з видавництва журналу.